# Alajos Béldy
Alajos Béldy, madžarski feldmaršal, * 8. julij 1889, Budimpešta, Avstro-Ogrska, † 22. december 1946, Budimpešta, Madžarska.